# Офіційні мови Європейського Союзу
Офіційні мови Європейського Союзу — мови, що є офіційними при діяльності Європейського Союзу. Наразі, 24 мови рівноправно використовуються та визнані офіційними мовами Європейського Союзу. Англійська, французька та німецька мають вищий статус «процедурних» мов Європейської комісії (тоді як Європейський парламент приймає всі офіційні мови як робочі мови). Раніше ірландська мала нижчий статус «домовної мови», перш ніж в 2007 році була переведена на офіційну та робочу, хоча б до 2022 р. вона тимчасово дерогувалась як робоча мова через труднощі у пошуку кваліфікованих перекладачів. Три процедурні мови — це ті, що використовуються в повсякденній роботі установ ЄС. Позначення ірландської мови як «мови договору» означало, що лише договори Європейського Союзу були перекладені на ірландську, тоді як нормативно-правові акти Європейського Союзу, прийняті відповідно до договорів, не повинні бути. 
Люксембурзька та турецька (які мають офіційний статус відповідно у Люксембурзі та на Кіпрі) є єдиними двома офіційними мовами держав-членів ЄС, які не є офіційними мовами ЄС. У 2023 році уряд Іспанії звернувся з проханням додати її співофіційні мови каталонську, баскську та галісійську до офіційних мов ЄС.
Уповноважений Верховної Ради з захисту державної мови Тарас Кремінь заявив, що зараз Україна веде перемовини з європейською асоціацією мовних інституцій. У підсумку Київ зможе отримати асоційоване членство до кінця 2021 року. Це посилить українські позиції на міжнародній арені, а також сприятиме перспективному застосуванню української мови як обов'язкової у країнах ЄС.

## Перелік офіційних мов

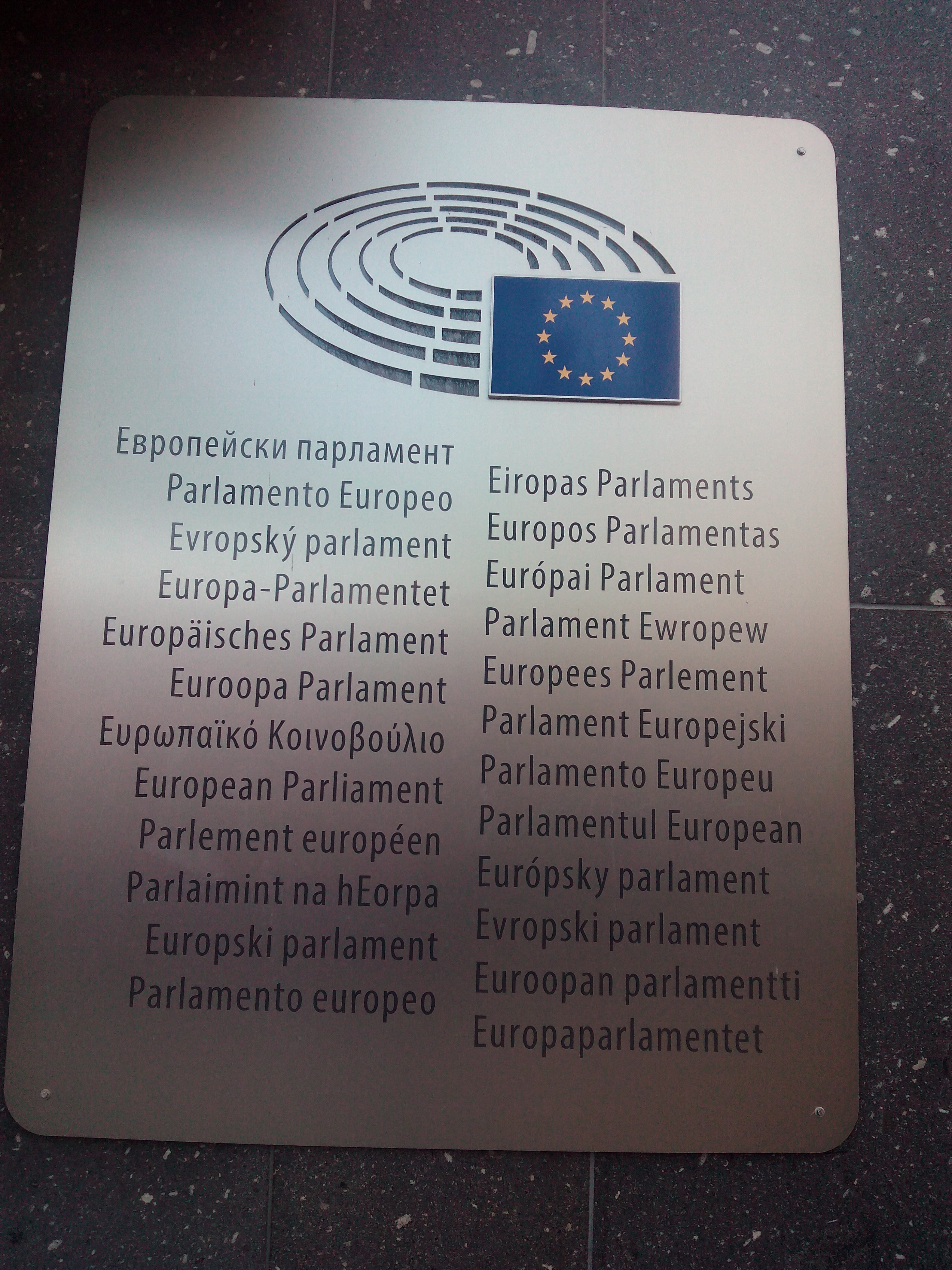
"Європейський парламент" офіційними мовами Європейського Союзу (на будівлі Європейського парламенту у Брюсселі).

Станом на 30 липня 2023 року офіційними мовами Європейського Союзу, як зазначено в останній поправці до Регламенту № 1, що визначає мови, які використовуватимуться Європейською економічною спільнотою 1958 року, є:
| Мова               | Офіційна (де юре чи де факто)                     | Затверджена |
| ------------------ | ------------------------------------------------- | ----------- |
| Англійська мова    | Велика Британія (до 2020 року) Ірландія Мальта    | 1973        |
| Болгарська мова    | Болгарія                                          | 2007        |
| Грецька мова       | Греція Кіпр Італія                                | 1981        |
| Данська мова       | Данія Німеччина                                   | 1973        |
| Естонська мова     | Естонія                                           | 2004        |
| Ірландська мова    | Ірландія Велика Британія (до 2020 року)           | 2007        |
| Іспанська мова     | Іспанія                                           | 1986        |
| Італійська мова    | Італія Словенія                                   | 1958        |
| Латиська мова      | Латвія                                            | 2004        |
| Литовська мова     | Литва                                             | 2004        |
| Мальтійська мова   | Мальта                                            | 2004        |
| Нідерландська мова | Бельгія Нідерланди                                | 1958        |
| Німецька мова      | Австрія Люксембург Німеччина Бельгія Данія Італія | 1958        |
| Польська мова      | Польща                                            | 2004        |
| Португальська мова | Португалія                                        | 1986        |
| Румунська мова     | Румунія                                           | 2007        |
| Словацька мова     | Словаччина Чехія                                  | 2004        |
| Словенська мова    | Словенія Австрія Італія                           | 2004        |
| Угорська мова      | Угорщина Австрія Румунія Словаччина Словенія      | 2004        |
| Фінська мова       | Фінляндія                                         | 1995        |
| Французька мова    | Бельгія Франція Люксембург Італія                 | 1958        |
| Хорватська мова    | Хорватія                                          | 2013        |
| Чеська мова        | Чехія Словаччина                                  | 2004        |
| Шведська мова      | Швеція Фінляндія                                  | 1995        |

Не є офіційними мовами ЄУ, попри те, що є державними мовами країн-членів ЄУ:
- люксембурзька мова — офіційна мова Люксембургу
- турецька мова — офіційна мова Кіпру

### Правила для конкретних мов

#### Мальтійська мова
Незважаючи на те, що мальтійська мова завжди була офіційною з моменту вступу Мальти, Рада встановила перехідний період у три роки з 1 травня 2004 року, протягом якого установи не були зобов’язані складати всі акти мальтійською мовою. Було погоджено, що Рада може продовжити цей перехідний період ще на рік, але вирішила цього не робити. З 30 квітня 2007 року всі нові акти інституцій мали бути прийняті та опубліковані мальтійською мовою.

#### Ірландська мова
Раніше ірландська мала статус «мови договору», перш ніж у 2007 році її було оновлено до офіційної та робочої мови. Однак до 1 січня 2022 року діяв тимчасовий відступ. Визначення ірландської мови як «договірної мови» означає, що ірландською мовою перекладаються лише договори Європейського Союзу, тоді як правові акти Європейського Союзу, прийняті відповідно до договорів (наприклад, Директиви та Регламенти), не обов’язково перекладати.
Коли Ірландія приєдналася до Європейських Спільнот (ЄС) у 1973 році, ірландська мова отримала статус «Мови договору». Це означало, що основоположний Договір було викладено ірландською мовою. Ірландська також була вказана в цьому договорі та в усіх наступних договорах ЄУ як одна з автентичних мов договорів. Як договірна мова, ірландська була офіційною процесуальною мовою Суду Справедливості. Також можна було листуватися письмово ірландською мовою з інституціями ЄС.
Однак, незважаючи на те, що ірландська мова є першою офіційною мовою Ірландії та їй надано статус мови меншини в регіоні Північної Ірландії Сполученого Королівства, на той час держави-члена ЄС, ірландська мова не стала офіційною робочою мовою ЄС до 1 січня 2007 року. У цей день набув чинності регламент Ради ЄС, згідно з якою ірландська мова стала офіційною робочою мовою. Це сталося після того, як 13 червня 2005 року міністри закордонних справ ЄС ухвалили одностайне рішення про те, що ірландська мова стане 21 офіційною мовою ЄС. Однак раніше було передбачено, що не всі документи мають бути перекладені на ірландську, як у випадку з іншими офіційними мовами.
Регламент означав, що законодавство, прийняте як Європейським парламентом, так і Радою міністрів, перекладається на ірландську мову, а переклад з ірландської мови доступний на пленарних засіданнях Європейського парламенту та деяких засіданнях Ради. Вартість перекладу, усного перекладу, публікації та юридичних послуг, пов’язаних із наданням ірландській мові офіційної мови ЄУ, оцінюється в трохи менше 3,5 мільйонів євро на рік. 3 грудня 2015 року новий регламент, прийнятий радою, встановив остаточний графік поступового скорочення відступу від ірландської мови. Цей регламент окреслив графік поступового скорочення протягом п’яти років, починаючи з 2016 року. Зрештою відступ було скасовано 1 січня 2022 року, вперше в історії держави ірландська мова стала повністю визнаною мовою ЄС.
Ірландська мова є єдиною офіційною мовою ЄС, яка не є найпоширенішою мовою в жодній державі-члені. Згідно з даними перепису населення Ірландії 2006 року, 1,66 мільйона людей в Ірландії, які певною мірою розмовляють ірландською, з населення 4,6 мільйонів, хоча лише 538 500 використовують ірландську мову щодня (враховуючи тих, хто використовує її переважно в системі освіти), і трохи більше 72 000 використовують ірландську як щоденну мову поза системою освіти.

#### Сербохорватська мова
Під час вступу Хорватії до ЄС деякі дипломати та офіційні особи запропонували замість того, щоб прийняти хорватський письмовий стандарт як офіційну мову ЄС, замість цього ЄС мав прийняти єдину уніфіковану літературну форму, яка б охоплювала кілька майже ідентичних письмових стандартів однієї мови, історично відомої як сербохорватська, офіційна мова Югославії до її розпаду та поділу мови між етнічними лініями. Окрім хорватської мови, це включатиме сербську, боснійську та чорногорську письмові стандарти, усі вони засновані на тому самому розмовному діалекті Східної Герцеговини, з метою зменшення потенційних витрат на письмовий та усний переклад, якщо інші країни Балканського півострову також згодом приєднаються до ЄС. Міжнародний трибунал щодо колишньої Югославії був наведений як приклад міжнародного органу, який вів справу за таким уніфікованим стандартом. Однак під час переговорів із Хорватією було домовлено, що хорватський стандарт стане окремою офіційною мовою ЄС, оскільки жодна з інших держав, про які йдеться, ще не була прийнята до ЄС.

## Робочі мови

### Європейська комісія
У той час як документи для громадян і спілкування з ними є кожною офіційною мовою ЄУ як право, повсякденна робота в Європейській комісії базується на трьох робочих мовах: англійській, французькій та німецькій. З них найчастіше використовуються англійська та французька мови. Використання англійської та французької значною мірою залежить від підрозділу чи управління. Лише деякі члени комісії використовують іншу мову, крім англійської чи французької, як свою робочу мову. Німецька мова рідко використовується як справжня робоча мова в Комісії, а німецькі ЗМІ назвали домінування англійської та французької мов дискримінацією німецької (яка є найбільш поширеною рідною мовою ЄУ) і порушенням правил, що стосуються робочих мов ЄУ. Німецький Бундестаг неодноразово закликав надати німецькій мові рівноправну позицію в Комісії поряд з англійською та французькою. Мовна ситуація також розчарувала багатьох у Франції, і Крісталіна Георгієва, яка родом з Болгарії, отримала бурю аплодисментів, коли сказала Європейському парламенту, що вивчатиме французьку під час роботи в Комісії.
Однак використання німецької мови в інституціях ЄУ зростає, як і кількість людей, які вивчають мову в Європі.

### Європейський парламент
Європейський парламент перекладає свої засідання на всі офіційні мови, щоб колеги-депутати могли зрозуміти їх краще, ніж якби вони мали переклад із затримкою. Засідання комітету також часто за замовчуванням використовують мову, яку найкраще розуміють присутні, замість того, щоб слухати переклад.

### Суд Європейського Союзу
Робочою мовою Суду Європейської Унії є французька. Судді розглядають справу французькою мовою, судові документи та письмові судові подання перекладаються французькою мовою, а рішення складається французькою мовою/ Генеральні адвокати, навпаки, можуть працювати та складати свої висновки будь-якою офіційною мовою, оскільки вони не беруть участі в жодних обговореннях. Потім ці думки перекладаються на французьку мову на користь суддів та їх обговорень.

### Європейський центральний банк
Робочою мовою Європейського центрального банку є англійська.

## Політика
Правові повноваження Європейської Унії щодо законодавчих актів та інших ініціатив щодо мовної політики ґрунтуються на положеннях Договорів Європейської Унії. У ЄУ мовна політика є відповідальністю держав-членів, а Європейська Унія не має спільної «мовної політики». На основі принципу субсидіарності інституції Європейської Унії відіграють допоміжну роль у цій сфері, сприяючи співпраці між державами-членами та сприяючи європейському виміру в мовній політиці держав-членів, зокрема через навчання та поширення мов держав-членів (стаття 149.2). Правила, що регулюють мови інституцій, без шкоди для положень, що містяться в Статуті Суду, визначаються радою, яка діє одноголосно (стаття 290). Усі мови, у яких  було складено спочатку або було перекладено через розширення, є юридично однаково автентичними. Кожен громадянин Унії може написати до будь-якої інституції чи органу однією з цих мов і отримати відповідь цією ж мовою (стаття 24 ДФЄУ).[джерело?]
У Хартії основних прав, яка є юридично обов’язковою з моменту її включення до Лісабонського договору, ЄУ заявляє, що поважає мовне різноманіття (стаття 22) і забороняє дискримінацію за мовною ознакою (стаття 21). Повага до мовного розмаїття є фундаментальною цінністю Європейської Унії, так само як повага до людини, відкритість до інших культур, а також толерантність і прийняття інших людей.

### Ініціативи
Починаючи з програми «Лінґва» у 1990 році, Європейська Унія інвестує понад €30 мільйонів на рік (з бюджету ЄУ у €120 мільярдів) у сприяння вивченню мов через програми «Сократ» і «Леонардо да Вінчі», надаючи стипендії для стажування вчителів іноземних мов за кордоном, відряджаючи до шкіл асистентів з іноземних мов, фінансуючи обміни між класами, щоб мотивувати учнів вивчати мови, створюючи нові мовні курси на компакт-дисках і в Інтернеті, а також проекти, які підвищують рівень обізнаності щодо користі від вивчення мов.
За допомогою стратегічних досліджень Комісія сприяє дебатам, інноваціям та обміну передовим досвідом. Крім того, основні дії програм Співтовариства, які заохочують мобільність та транснаціональні партнерства, мотивують учасників до вивчення мов.
Молодіжні обміни, проєкти побратимства міст та Європейська волонтерська служба також сприяють розвитку багатомовности. З 1997 року програма «Культура 2000» профінансувала переклад близько 2 000 літературних творів з європейських мов та на європейські мови.
Нові програми, запропоновані до реалізації на фінансову перспективу 2007-2013 рр. («Культура 2007», «Молодь в дії» та «Навчання впродовж життя»), продовжуватимуть і розвиватимуть цей вид підтримки.
До 2010 року ЄУ надавав основну фінансову підтримку Європейському бюро маловживаних мов - неурядовій організації, яка представляє інтереси понад 40 мільйонів громадян, що належать до регіональних мовних спільнот та мов меншин, а також мережі університетів «Меркатор», що займаються дослідженнями маловживаних мов у Європі. На запит Європейського парламенту Комісія у 2004 році розпочала техніко-економічне обґрунтування щодо можливого створення нової агенції ЄУ - «Європейської агенції з вивчення мов та мовного розмаїття». У дослідженні зроблено висновок про наявність незадоволених потреб у цій сфері і запропоновано два варіанти: створення агентства або заснування європейської мережі «Центрів мовного розмаїття». Комісія вважає, що мережа була б найбільш доцільним наступним кроком і, де це можливо, повинна спиратися на існуючі структури; вона вивчить можливість її фінансування на багаторічній основі в рамках запропонованої програми «Навчання впродовж життя». Іншим цікавим кроком був би переклад важливих державних веб-сайтів, таких як вебсайт Європейського центрального банку або веб-сайт Frontex, принаймні ще однією мовою, окрім англійської або французької.
Хоча Європейська хартія регіональних мов або мов меншин не є договором ЄС, більшість держав-членів ЄС ратифікували Європейську хартію регіональних мов або мов меншин.
Щоб заохотити вивчення мов, ЄС підтримав ініціативи Ради Європи щодо Європейського року мов у 2001 році та щорічне святкування Європейського дня мов 26 вересня.
Для заохочення держав-членів до співпраці та поширення передового досвіду Комісія опублікувала Повідомлення 24 липня 2003 р. «Сприяння вивченню мов і мовного різноманіття: план дій на 2004–2006 рр.» та Повідомлення 22 листопада 2005 р. «Нова рамкова стратегія багатомовності».
З 22 листопада 2004 року портфоліо  включало чітке посилання на мови та став Європейським комісаром з питань освіти, навчання, культури та багатомовності на посаді Яна Фігеля. З 2007 по 2010 рік Європейська комісія мала спеціальний портфель з мов, Європейський комісар з питань багатомовності. Посаду обіймав Леонард Орбан. З 2010 року портфоліо знову об’єднано з освітою та культурою.
ЄС присвячує мовам спеціалізований підрозділ свого порталу «Європа» - портал EUROPA Languages.

## Мовні сім'ї
Більшість офіційних мов Європейського Союзу належать до індоєвропейської мовної сім'ї, у якій переважають 3 великі підродини: германські, романські та слов'янські мови. Германські мови широко представлені в ЄС як данська, нідерландська, англійська, німецька та шведська. Романські мови представлені французькою, італійською, іспанською, португальською та румунською мовами. Слов'янські мови знаходяться в східній частині і включають болгарську, чеську, польську, хорватську, словацьку та словенську мови. Балтійські мови, представлені латиською і литовською. Кельтські мови, представлені ірландською, а також грецька мова, яка також має індоєвропейське походження. Поза індоєвропейською мовною сім'єю знаходяться естонська, фінська та угорська мови фінно-угорської мовної групи, тоді як мальтійська мова є семітською мовою з офіційним статусом в ЄС.

## Системи письма

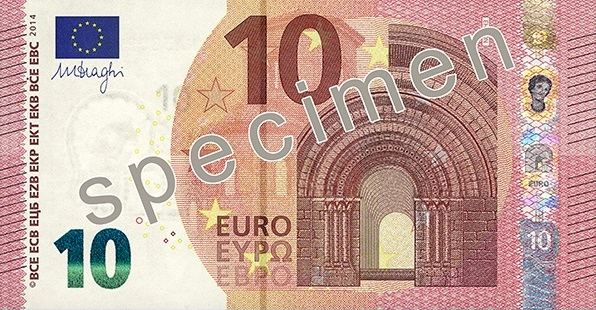
Банкнота номіналом 10 євро з нової серії Europa, написана латинським і грецьким абетками (EURO і ΕΥΡΩ, відповідно), а також кирилицею (ЕВРО), в результаті приєднання Болгарії до Європейського Союзу в 2007 році.

Більшість офіційних мов ЄС використовують латинську абетку. Винятком є грецька мова, яка має власне письмо, і болгарська мова, яка використовує кирилицю. Після вступу Болгарії до Європейського Союзу 1 січня 2007 року кирилиця стала третім офіційним письмом Європейського Союзу після латинського та грецького. Оригінальний дизайн банкнот євро мав слово «євро», написане латинськими (Euro) і грецькими (Ευρώ) літерами; кирилицю (євро) було додано до нової серії банкнот Europa, випущеної в 2013 році (див. Мова та євро).
У Європейському Союзі існує 3 офіційні абетки:
- Латинська абетка з початку створення в 1957 році;
- Грецька абетка з моменту вступу Греції до ЄУ у 1981 році;
- Кирилиця з моменту вступу Болгарії до ЄУ у 2007 році.

## Проблема єдиної мови
Усі рішення, що приймаються офіційними органами ЄС, перекладаються всіма офіційними мовами, а громадяни ЄС мають право звертатися в офіційні органи ЄС та отримувати відповідь на свої запити будь-якою з офіційних мов. На заходах на вищому рівні всі виступи перекладаються всіма офіційним мовами (за потреби). Синхронний переклад всіма офіційними мовами, зокрема, завжди здійснюється на сесіях Європейського парламенту та Ради. Через потребу перекладу ЄУ щороку витрачає майже чверть мільярда євро. Коли піднімається питання про запровадження єдиної мови міжнаціонального спілкування в Європі, здебільшого згадуються англійська та мова есперанто. На користь англійської грає те, що вона є найбільш поширеною. Натомість штучна мова Есперанто, створена на основі найпоширеніших європейських мов, інтернаціональної лексики, є значно легшою для вивчення і при її запровадженні зберігатиметься задеклароване Європейською Унією рівноправ'я всіх її громадян.
Незважаючи на деклароване рівноправ'я всіх мов Унії, з розширенням кордонів ЄУ, все частіше спостерігається «європейська двомовність», коли фактично в роботі інстанцій (за винятком офіційних заходів) використовуються в основному англійська, французька та, у меншій мірі, німецька (три робочі мови Комісії) мови. Інші мови використовуються залежно від ситуації. У зв'язку з розширенням ЄУ і вступом до нього країн, де французька мова менш поширена, зміцнились позиції англійської та німецької мов. У будь-якому випадку, всі остаточні нормативні документи перекладаються всіма офіційними мовами.